# Книга ангела Разиэля
«Сефер Разиэль ха-малах» (др.-евр. ספר רזיאל המלאך‬ — «Книга ангела Разиэля») — средневековый каббалистический гримуар, изначально написанный на древнееврейском и арамейском языке, известный также и в латинском переводе, как Liber Razielis Аngeli — «Книга ангела Разиэля», рукописи XIII века, переведенной при Альфонсо X. Известна также, как «Сефер Разиэль» (др.-евр. ספר רזיאל‬ — «Книга Разиэля») и «Разиэль ха-малах» (др.-евр. רזיאל המלאך‬ — «Тайный ангел»).

## Путаница
Сефер Разиэль ха-малах часто путают с другой каббалистической книгой Сефер ха-разим, при этом Сефер ха-разим является книгой самостоятельной, однако влияние Сефер ха-разим находит своё отражение в шестом разделе большинства списков Сефер Разиэль ха-малах.
Путаница, вероятно, возникла благодаря Джеймсу Фрэзеру, написавшему в своей книге «Фольклор в Ветхом Завете», что «Ной о том, как строить ковчег, узнал из святого писания. Это писание было дано Адаму ангелом Разиэлем, и в нём все знания человеческие и божественные».
Однако путаница могла возникнуть и потому, что имя «Разиэль» (др.-евр. רזיאל‬ — «тайны Бога») из Сефер Разиэль ха-малах и слово «разим» (др.-евр. רזים‬ — «тайны») из Сефер ха-разим восходят к одному и тому же корню: «раз» (др.-евр. רז‬ — букв. «тайный»). Слово «Сефер» (др.-евр. ספר‬) на еврейском языке означает «книга» и часто входит в названия произведений иудейского мистицизма и средневековых гримуаров. «Ха-малах» (др.-евр. המלאך‬ — букв. «вестник») означает «ангел».
Наконец, возможно, что путаница основана на непонимании содержания. В книге Сефер ха-разим Ной нашёл инструкции по строительству ковчега, но, с другой стороны, по легенде именно Сефер Разиэль ха-малах Ной взял на ковчег. В самой же книге Сефер Разиэль ха-малах о ковчеге нет ничего.

## История текста
Книга, по всей видимости, создана не ранее XIII века, но, возможно, в некоторых своих частях, содержащих множество материалов периода гаонов, восходит к временам Поздней античности. Наряду с прочими неясными древними текстами, как например Сефер ха-бахир и Сефер Йецира, Сефер Разиэль ха-малах сохранилась в ряде различающихся между собой в той или иной степени версиях.
Поскольку цитаты из неё начинают появляться только в XIII веке, большинство критически настроенных историков расценивают Сефер Разиэль ха-малах как средневековую работу, вероятно, происходящую из среды Хасидей Ашкеназ.
Традиция, сложившаяся вокруг книги, приписывает её авторство ангелу Разиэлю.
Вместе с тем книга представляет собой компиляцию эзотерических писаний, собранных, вероятно, одним и тем же компилятором, но являющихся изначально работами не одного, а многих авторов. Это видно из того факта, что книга противоречит сама себе в отношении лиц, которым, как утверждается, было сообщено её содержание. Первая часть гласит, что она была дана Разиэлем Адаму (2а), третья часть (34а) говорит, что она была передана Рафаэлем Ною, прежде чем последний построил и вошёл в ковчег. Книга была выгравирована на сапфировом камне, передававшемся из поколения в поколение, пока он, вместе со многими другими писаниями тайн, перешёл во владение Соломона (15, 34а).
На авторство, по мнению исследователей, могут претендовать либо Исаак Слепой (1160—1235), возможный автор Сефер ха-бахир, либо Элеазар из Вормса (1176—1238), компилятор одной из средневековых версий Книги Разиэля — «Сефер Соде Разия», которая со временем, видимо, переросла в текст, известный нам как «Сефер Разиэль ха-малах», «обросши» множеством разнообразных писаний авторов, придерживавшихся различных теологических убеждений. Версия об авторстве Элеазара из Вормса предложена Леопольдом Цунцем, который основал свою позицию опираясь на то, что средняя часть книги и её цитаты, свидетельствуют о сравнительно позднем происхождении, против чего однако возражал Адольф Еллинек, опиравшийся на оригинальный манускрипт. Существует также версия, что Элеазар из Вормса потому назвал книгу именем этого ангела, чтобы намекнуть на своё собственное имя др.-евр. (רוי אל(עור‬ — то есть «Тайны Элеазара». Одним из вероятных авторов является также Авраам Абулафия (1240—после 1291), известный комментатор Сефер Йецира и автор Сефер ха-Яшар.
Латинский перевод книги Liber Razielis Аngeli выполнен в Толедской школе переводов, учрежденной Альфонсо X Мудрым (1221—1284).
Первый печатный экземпляр Книги Разииля издан в Амстердаме в 1701 году под названием «Это книга Адама Кадмона, данная ему ангелом Разиэлем, и книга эта есть врата, через которые праведники проходят дорогой мира к обители Бога, чтобы разделить божественную благодать» и сразу же был «изгнан» из города.

## Структура
Книга во многом основывается на «Сефер Йецира» и «Сефер ха-разим». Известно несколько рукописных списков, содержащих до семи трактатов. Печатный список «Сефер Разиэль ха-малах» разделён на пять книг, изложенных в форме мистического мидраша о творении. В книге изложены тщательно продуманная ангелология, способы магического применения зодиака, гематрия, имена Бога, защитные заклинания и методики составления магических целебных амулетов.
Шестая книга из Liber Razielis Аngeli основана на «Сефер ха-разим», с различными дополнениями, включая так называемую «Молитву Адама» из «Сефер Адам».
Леопольд Цунц в печатной версии выделял три основные части:
- Сефер ха-малбуш («Книга покровов») — 2b-7a
- Разиэль ха-гадоль («Великий Разиэль») — 7b-33b
- Сефер ха-разим или Сефер Ноах («Книга тайн» или «Книга Ноя») — 34a и b.

После следуют две короткие части: Творение и Шиур-Кома (об «измерении тела Господня»), а после 41а приводятся формулы для амулетов и заклинаний. Первая часть «небольшая по объёму, но весьма туманная по содержанию и приписываемая ангелу Разиэлю, описывает всю структуру небес», была составлена самое раннее в XI веке, на что указывает содержание и язык, выдуманные слова и имена ангелов, которых насчитывается несколько тысяч.
Кауфман Колер сравнивал «Книгу Разиэля» с «Mечом Моисея» (др.-евр. דמשה תדבא‬), изданным Моше Гастером в Лондоне в 1896 году, — где среди тысячи с лишним имён ангелов ни разу не упоминается Разиэль.

## Библиографические ссылки
Ранние гуманисты, такие как аббат Тритемий (1462—1516) и Агриппа Неттесгеймский (1486—1535), в своих работах использовали обширные цитаты из Книги Разиэля.
«Молитва Адама» перефразирована Николаем Кузанским (1401—1464) в двух своих проповедях (Sermo I, 4, 16.25; Sermo XX, 8, 10-13), а позднее использована Иоганом Рейхлином (1455—1522) в его «De arte cabbalistica libri V». С книгой был знаком и Гийом Постель (1510—1581).
Существует обширная библиографическая информация о Сефер Разиэль ха-малах, это в первую очередь упоминание в «Мече Моисея», другой магической книге Поздней античности. В период немецкого магического ренессанса, наряду с арабским трактатом Пикатрикс, упоминается Джоханнсом Хартлибом (ок. 1410—1468) как одна из самых отвратительных некромантических работ. В XV столетии Конрад Боллстаттер (1420/30—1482/83) также показывал знание латинской версии «Молитвы Адама», интерполировав её в «Codex germanicus monacensis (Cgm) 252», заменив при этом фигуру Разиэля Рафаэлем, а Сифа Симом.
Сефер ха-Разиэль упоминается в двадцати пяти изданиях различных книг XIX века. Упомянута Джеймсом Гастингсом (1852—1922) в «Энциклопедии религии и этики», в «Словаре ангелов» Густава Давидсона и в приложениях к переводу Сефер Йецира Арье Каплана. Йошуа Трахтенберг писал в своей книге «Еврейская магия и суеверия», что существует немецкое издание Сефер ха-Разиэль, значительно отличающееся от версии, изданной в Амстердаме.
Новое научное издание еврейских списков книги, а также латинской версии «Sefer ha-Razim» осуществили Билл Ребиджер и Петер Шэфер (Sefer ha-Razim I/II — Das Buch der Geheimnisse I/II. / Hrsg. Bill Rebiger, Peter Schäfer. — Tübingen: Mohr Siebeck Gmbh & Co. K, 2009—2010).

## Легенды
После изгнания Адама и Евы из рая первые люди осознали последствия своего греха. Адам молился Богу и в своей молитве принес извинения за непослушание Евы (др.-евр. חוה‬), которая обманом была понуждена вкусить от «Дерева Познания» (др.-евр. עץ הדע‬). Согласно Книге Разиэля, Бог, услышав молитву первочеловека, послал высочайшего из ангелов Разиэля, чтобы научить Адама законам природы и жизни на Земле, в том числе знаниям о планетах, звёздах и духовным законам мироздания, и знания эти должны были привести первых людей обратно в рай.
Ангел Разиэль также преподал Адаму знания власти слова и энергии, содержащейся в 22 буквах еврейского алфавита, их комбинациям и значениям имен, также учил знаниям силы мысли и силы человеческого духа в пределах физического тела и мира материального, в основном обучив знаниям, с помощью которых можно гармонизировать физическое и духовное существование в физическом мире.
В некоторых иудейских легендах говорится, что ангел пришёл к Адаму, когда последнему было 130 лет. В других же вариантах легенды Адаму было в момент встречи с ангелом 635 лет. Святое письмо, данное ангелом Адаму, по легенде было высечено на стеле из цельного сапфира.
Согласно раввинской традиции, книга была выкрадена херувимами, несогласными с передачей таких знаний Адаму, и брошена ими в морскую глубину. Тогда Бог повелел ангелу Рехабу нырнуть и подняв книгу с глубины, снова передать её Адаму.
После Адама книга попала в руки Ноя. Она сохранила семейство Ноя от потопа и впоследствии досталась Аврааму, а много веков спустя была открыта ангелом Метатроном (Енох) Моисею, сорок лет скитавшемуся с евреями в пустыне. Через Моисея она перешла к царю Давиду и затем к царю Соломону.
В народе считалось, что Книга Разиэля защищала от пожара дом, в котором хранилась. По всей видимости, это суеверие связано с одной из функций Разиэля, защищающего ангелов служения от пылающих хайот ха-кодеш.

## Издания
XVIII век
- זה ספרא דאדם קדמאה שנתן לו רזיאל המלאך / ספר רזיאל המלאך = Zeh sifra de-adam Ḳadmaʼah she-natan lo Raziʼel ha-malʼakh. / Isaac ben Abraham aus Neustadt. — Amsterdam [אמשטרדם]: Be-vet Mosheh Mindis Ḳoitino, 1701 — 5461. — 45 [i.e. 90], 10 p.
- Liber Razielis Angeli Adamo poenitenti post lapsum a Deo missus, per quem possit intelligere, scire et cognoscere omnia mirabilia, quae facta sunt et fuerunt, et sunt facienda, it. omnes Potestates, quae sunt in coelis et terris, aquis, abyssis, it. coelos eorumque angelos, ministros et virtutes etc Архивная копия от 27 февраля 2017 на Wayback Machine. (Cod.mag.40; Senate Library in Leipzig, Codex Latinus № 745). — c. 1750. — v, 131 p.

XIX век
- זה ספרא דאדם קדמאה שנתן לו רזיאל המלאך / ספר רזיאל המלאך = Zeh sifra de-adam Ḳadmaʼah she-natan lo Raziʼel ha-malʼakh. / Israel Ben Shabbetai Hapstein Kozienice [מגיד דק״ק קאזניץ]. — Józefów: bi-dĕfûs Bārûḵ Zeʻṣer, 1873. — 74 s.
- זה ספרא דאדם קדמאה שנתן לו רזיאל המלאך / ספר רזיאל המלאך = Это книга Адама Кадмона, данная ему ангелом Разиэлем. / Исраэль бен-Шабтай Эпштейн из Козениц. — Вильна: Типографія Л. Л. Маца, на Квасномъ переулкѣ домъ ш. Кисина № 1195/6, 1875. — 79 c.
  - זה ספרא דאדם קדמאה שנתן לו רזיאל המלאך / ספר רזיאל המלאך = Это книга Адама Кадмона, данная ему ангелом Разиэлем. / Исраэль бен-Шабтай Эпштейн из Козениц. — Нов. изд. — Вильна: Типографія Л. Л. Маца, на Квасномъ переулкѣ домъ ш. Кисина № 1195/6, 1877. — 72 c.
  - זה ספרא דאדם קדמאה שנתן לו רזיאל המלאך / ספר רזיאל המלאך = Это книга Адама Кадмона, данная ему ангелом Разиэлем. / Исраэль бен-Шабтай Эпштейн из Козениц. — Нов. изд. — Вильна: Типографія Л. Л. Маца, на Квасномъ переулкѣ, въ д. Киссина № 1195/6, 1878. — 72 c.
  - זה ספרא דאדם קדמאה שנתן לו רזיאל המלאך / ספר רזיאל המלאך = Это книга Адама Кадмона, данная ему ангелом Разиэлем. / Исраэль бен-Шабтай Эпштейн из Козениц. — съ Виленскаго изд. 1877 г. — Варшава: Типографія И. О. Алапина, Дзѣльная № 4, 1881. — 72 c.

XX век
- ספר רזיאל המלאך. — Warsaw: Aaron Zeilingold (Sikora i Mylner), 1924.
- ספר רזיאל המלאך. — Heb. ed. — Brooklyn, NY: P Shalom Publications, 1970. — 70 p. — ISBN 0-87559-105-1
- 106 p. — .1976, ספר רזיאל המלאך. — מכון ור הספר
- זה ספרא דאדם קדמאה שנתן לו רזיאל המלאך. — Bruklin, NY : N. Ts. Margaliyot Abuʼalʻafya: ha-Mekhirah ha-rashit etsel Kelilat yofi poblishing, [1980 or 1981]. — 152 p.
- Sepher Rezial Hemelach : The Book of the Angel Rezial. / ed. and transl. Steve Savedow. — Boston, MA/York Beach, ME : Red Wheel/Samuel Weiser, 2000. — 320 p. — ISBN 1-60925-318-3

XXI век
- критически оцениваемый[19] перевод на русский язык фрагментов в издании: Ратушный Я., Шаповал П., Мистика Зогара : Происхождение и тайны главной книги каббалистики. — М. : АСТ-Восток-Запад, 2007. — 352 с. — ISBN 978-5-17-044620-9, ISBN 978-5-478-00605-1
- Sepher Raziel : Das Buch des Erzengels Raziel. Deutsch/Hebräisch. — Steinbach, Taunus : Grippo, Giovanni Verlag, 2009. — 94 s. — ISBN 978-3-9810622-4-3.
  - Sepher Raziel ha Malakh : Book of Raziel. English/Hebrew. — Steinbach, Taunus : Grippo, Giovanni Verlag, 2010. — 80 p. — ISBN 978-3-9810622-7-4.
- Sefer ha-Razim I/II — Das Buch der Geheimnisse I/II. / hrsg. Bill Rebiger, Peter Schäfer. — Tübingen : Mohr Siebeck Gmbh & Co. K, 2009—2010. — Band 1: Edition. — 2009. — 261 s. + Band 2: Einleitung, Übersetzung und Kommentar. — 2010. — 334 s. — (Texts and Studies in Ancient Judaism 132). — ISBN 978-3-16-149956-2
  - Sepher Raziel : Das Buch des Erzengels Raziel. Deutsch/Hebräisch. — 2., Aufl. — Steinbach, Taunus : Grippo, Giovanni Verlag, 2010. — 94 s. — ISBN 978-3-9810622-4-3.
- Книга ангела Разиэля : В 2-х тт. / пер. с ивр. и арам., коммент. и послесл. Е. В. Кузьмина; предисл. и ред. Б. К. Двинянинова. — СПб. : Издательство «Академия исследования культуры», 2020—2021. — ISBN 978-5-604-51001-8 — Том I. — 2020. — 264 с. : ил. — ISBN 978-5-604-51003-2 + Том II. — 2021. — 512 с. : ил. — ISBN 978-5-604-51004-9

## Влияние
Книга-справочник по церемониальной магии Гемтамерон или магические элементы (наиболее раннее издание видимо: Venice, 1496), ложно приписываемая Петру Абанскому (1250—1316), основана на Книге Разиэля.
Liber Salomonis, английский гримуар XVI века из т. н. «Соломоновой серии», известен также под названием Сефер Разиэль (British Library Sloane MS 3826: 2r-57r) и также разделен на семь разделов; текст тесно связан с Сефер Разиэль ха-малах, хотя, кажется, непосредственно не основан на последнем.
М. Гастер полагал «Книгу ангела Разиэля» вероятным источником апокрифа XVI века «Семьдесят имён Богу».